# Puppy (hond)

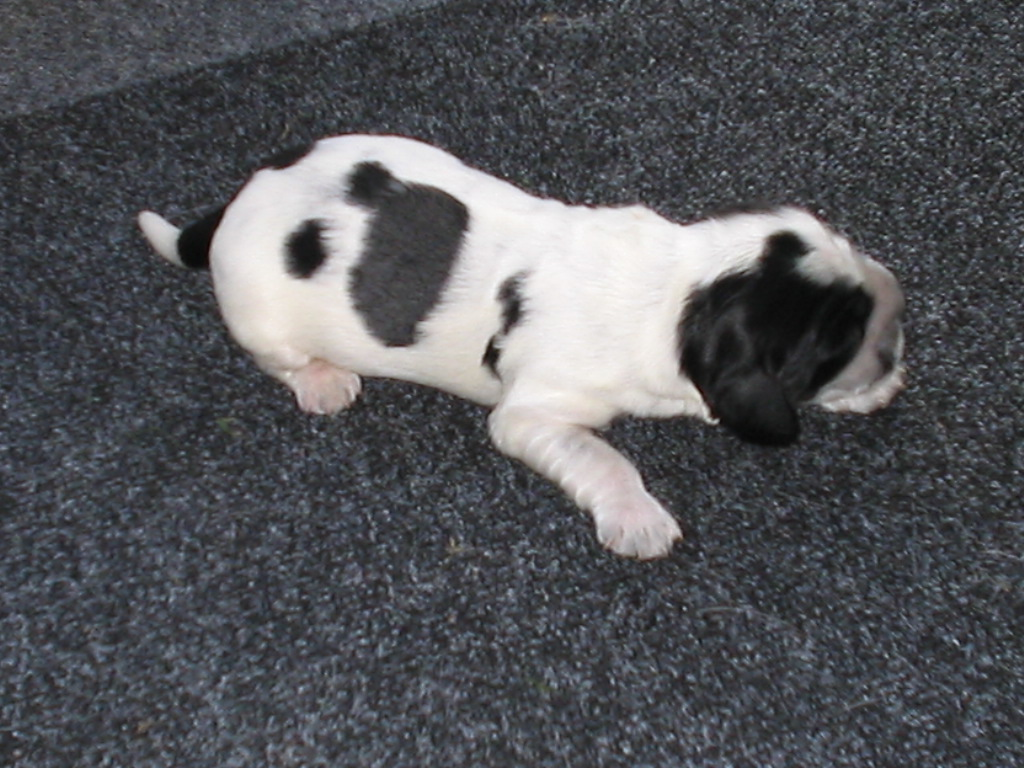
Cockerspaniël-puppy van 3 dagen

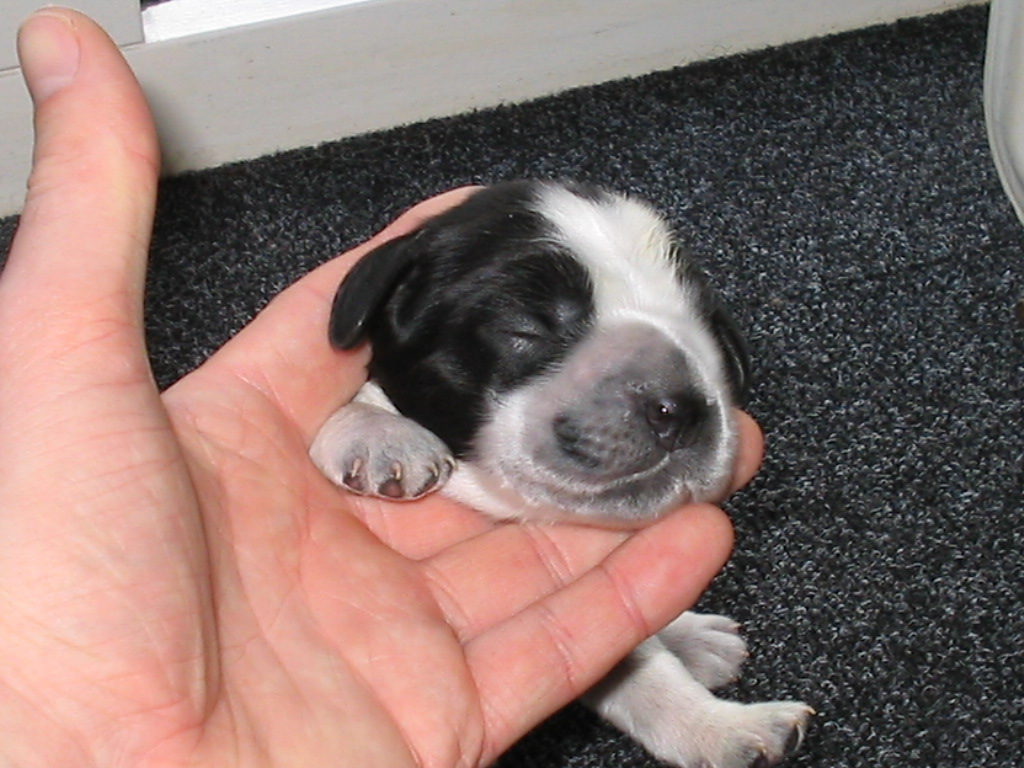
Cockerspaniël-puppy van 3 dagen

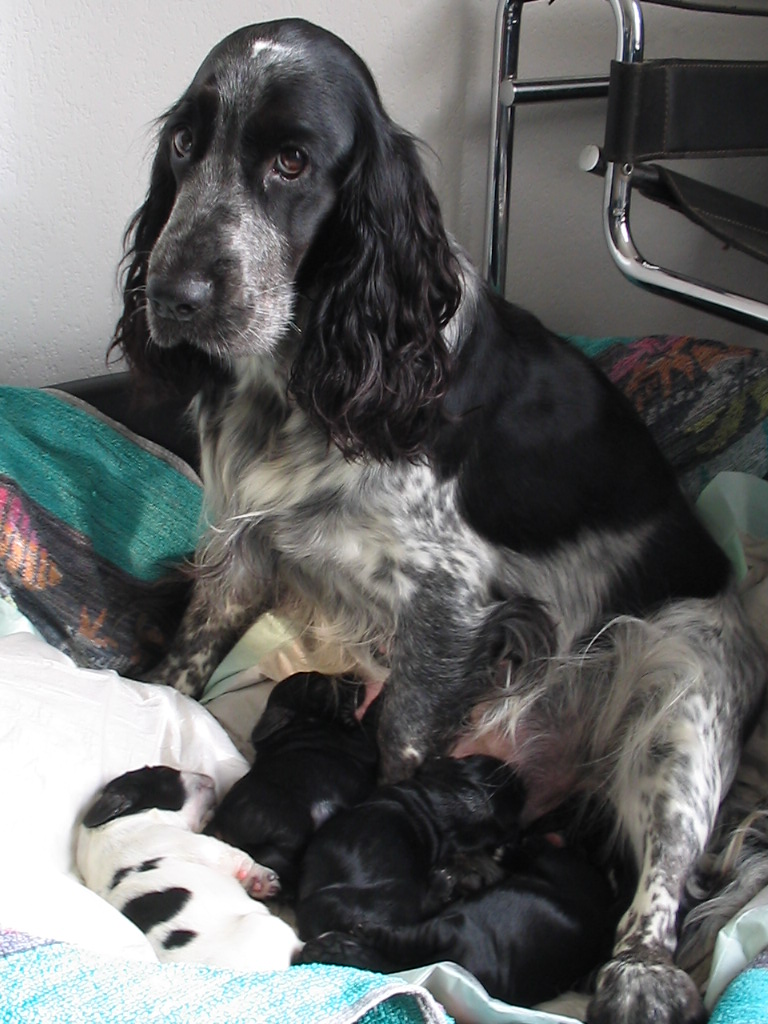
Nest puppy's met moeder

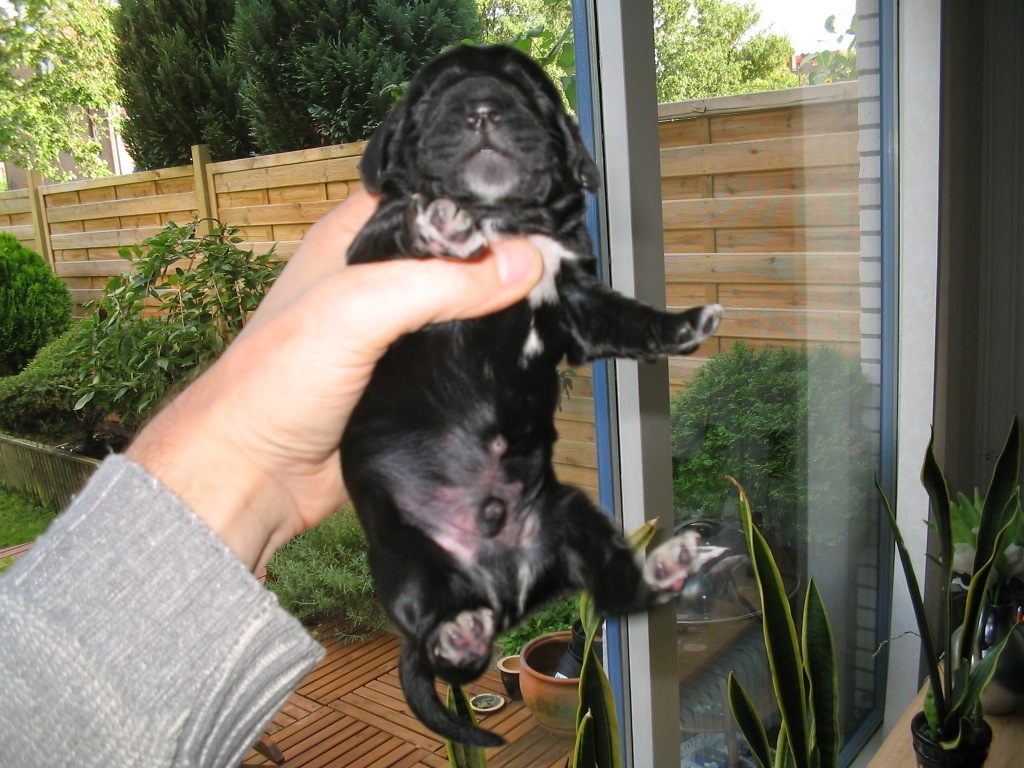
Cockerspaniël-puppy van 3 dagen

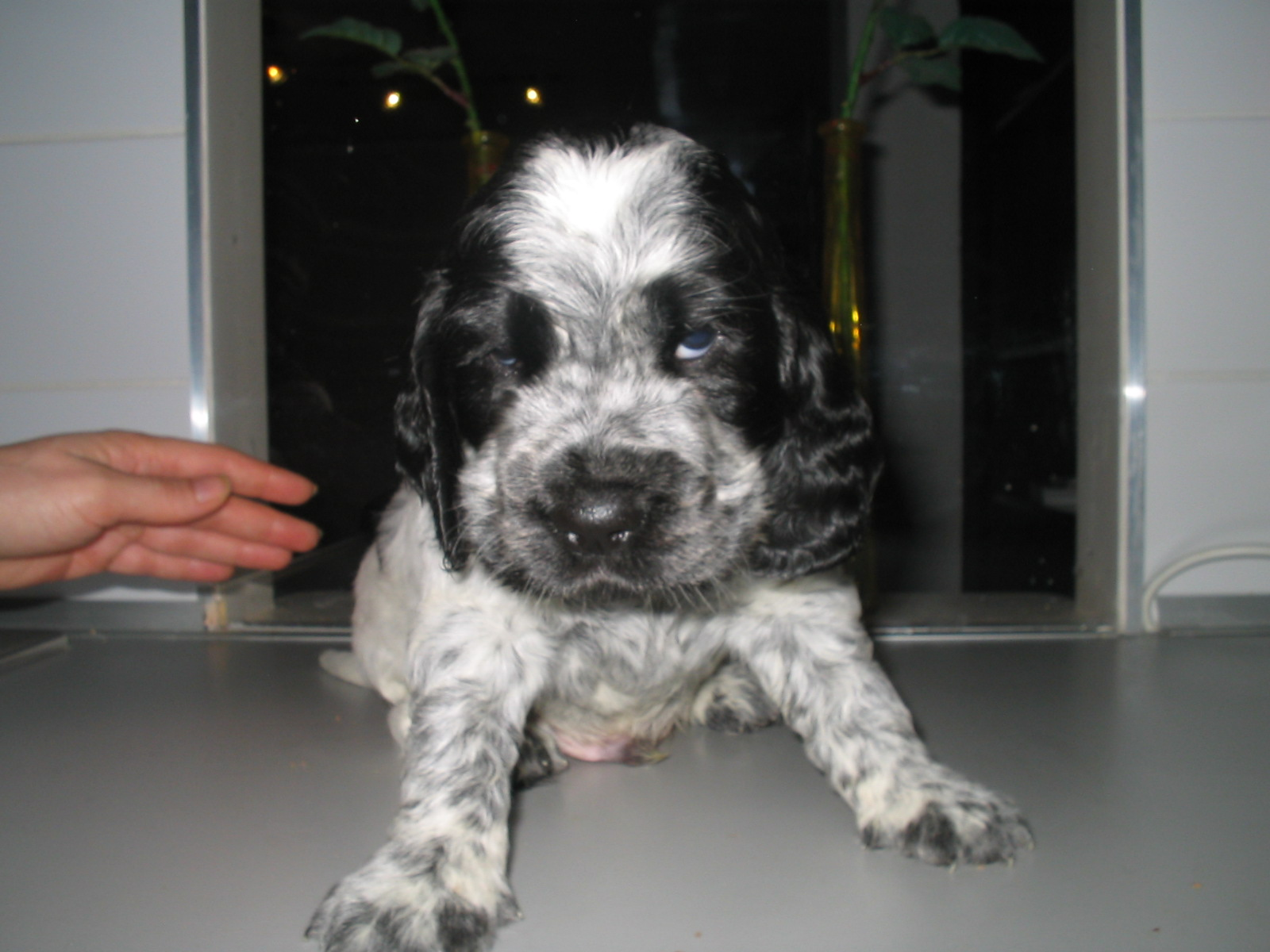
Cockerspaniël-pup na 5 weken

Een puppy, pup of ook wel welp is een pasgeboren en jonge hond.

## Geboorte van een puppy
Een loopse teef zal na een geslaagde dekking drachtig worden. Gemiddeld duurt de dracht bij honden 64 dagen. Als de teef een groot nest verwacht, kan de geboorte enkele dagen eerder plaatsvinden, als de teef weinig puppy's verwacht, kan dit enkele dagen later plaatsvinden. De puppy's zijn de eerste tien tot vijftien dagen nog blind. Het duurt een aantal dagen voordat de ogen geheel zijn geopend. De teef zal haar puppy's ongeveer drie weken lang zogen. Daarna gaan de opkomende tandjes bij de puppy's pijn doen en zal de teef het zogen steeds minder toestaan.

## Puppyfasen

### Moederskindje
Vanaf de geboorte tot ongeveer 3 weken zoogt de pup en slaapt ongeveer 70 procent van de tijd. Daarna wordt de pup meer zelfstandig. De moeder stopt met het schoonlikken van de pups en het opeten van de uitwerpselen. Vanaf ongeveer 8 weken worden puppy's meestal naar de toekomstige baasjes gebracht.

### Kleutertijd
In de kleutertijd van de pup, van ongeveer de 8e tot de 12e week, is het leven gericht op vier basisbehoeften: slapen, eten, ontlasten en spelen.

### Geen kleuter meer
Hierna volgt een periode waarin de pup zijn persoonlijkheid vormt. Van ongeveer de 12e tot de 16e week zal de pup de onafhankelijkheid verder ontwikkelen. De hersenen zijn volgroeid bij 12 weken. In deze periode wordt de relatie met de omgeving opgebouwd.

### Puppypuberteit
Ongeveer van de 6e tot de 9e maand is de pup in de puberteit. Tussen 6 maanden en twee jaar ontwikkelen hormonen zich in het lichaam en kan voortplanting plaatsvinden. Tijdens deze fase kan de pup bazig zijn en zal niet altijd naar alle opgegeven bevelen luisteren.

### De tiener (bijna een volwassen hond)
Ongeveer van de 9e maand tot de 12e maand is de laatste fase voor volwassenheid. Het is een lastige tiener, maar begint rustiger te worden en goed te reageren op de commando's van de baas. Het is goed wanneer kynologen, dierenartsen en eigenaren van jonge honden zich realiseren dat elke hond een individuele ontwikkeling doormaakt. 